# Fosfato de tricresilo
Fosfato de tricresilo, abreviado na literatura como TCP (do inglês tricresyl phosphate) , é um composto organofosfato que é usado como um plastificante e em diversas outras aplicações. É um líquido incolor, viscoso, embora algumas amostras comerciais sejam tipicamente amarelas. É virtualmente insolúvel em água.

## Produção
Fosfato de tricresilo é produzido pela reação de cresol com o oxicloreto de fósforo, na presença de catalisadores, como sais de magnésio ou potássio:
OPCl3  +  3 HOC6H4CH3   →  OP(OC6H4CH3)3  +  3 HCl
O cresol é uma mistura de três isômeros (orto, meta e para). O fato do fosfato de tricresilo ser derivado de uma mistura e em si seja uma mistura assegura que permaneça líquido por um largo intervalo de temperatura.

## Reações químicas
Em meio alcalino sofre hidrólise a cresol e fosfato de dicresila.
OP(OC6H4CH3)3  +  NaOH  →    +  HOC6H4CH3  +  NaO2P(OC6H4CH3)2
No corpo, é metabolizado em parte por hidroxilação resultando um derivado catecolato, o qual é o agente bio-ativo responsável pela neurotoxicidade.

## Usos
Fosfato de tricresilo é usado como um plastificante em nitrocelulose, acrilato lacas, vernizes e em policloreto de vinila. É um retardante de chama em plásticos e borrachas. É usado como um aditivo de gasolina como um removedor de chumbo para o tetraetilchumbo.   É um fluido hidráulico e um meio de troca térmica. Explorando suas propriedades hidrofóbicas, é usado para a impermeabilização de materiais. É um solvente para extrações, um solvente para nitrocelulose e outros polímeros. É usado como um aditivo antidesgaste e extrema pressão em lubrificantes e fluidos hidráulicos.

## Segurança
TCP é causa de numerosos envenenamentos e é uma neurotoxina, em parte via neuropatia tardia induzida por organofosfato. É um composto de “importância toxicológica” e tem sido responsável por muitas mortes. Um dos mais sérios incidentes ocorreu nos anos 1920 quando TCP foi usado como um adulterante para gengibre da Jamaica. Outro ocorreu no Marrocos, em 1959, quando óleo de cozinha foi adulterado com lubrificante de motores a jato contendo TCP.
O mecanismo de ação do TCP é semelhante ao de outros organofosforados na medida em que podem inibir a enzima acetilcolinesterase, que conduz a uma acumulação de acetilcolina no espaço sináptico. Isto pode conduzir a hiperatividade em neurônios colinérgicos no cérebro e nas junções neuromusculares no sistema nervoso periférico, resultando em apoptose desses tipos de células. Esta é a razão para a paralisia e outros problemas neurológicos irreversíveis visto nas síndromes "Gingerjake" durante proibição, quando o TCP foi adicionado ao aguardente gingerjake.
TCP é usado como um aditivo em óleo de motores à turbina e pode, potencialmente, entrar nas cabines de avião de passageiros através de um "evento de fumos" por uma sangria de ar. Síndrome aerotóxica é o nome dado aos alegados efeitos nocivos à saúde causados pela exposição a produtos químicos dos motores, apesar de estudos financiados pela indústria no Reino Unido ainda não fazerem uma ligação entre os problemas de saúde a longo prazo e TCP  a Organização Mundial de Saúde estabeleceu em 1990 que "Devido a uma considerável variação entre indivíduos em relação à sensibilidade ao TOCP, não é possível estabelecer um nível seguro de exposição" e "TOCP possui, portanto, consideráveis grandes riscos para a saúde humana." Em 2012, Baker P., Cole T et al, pesquisadores na Universidade de Washington buscando identificar   aditivos antidesgaste de fosfatos de triarilos seguros para lubrificantes de motores a jato, informaram que isômeros de TCP presentes em óleos de motores a jato sintéticos inibem enzimas.
TCP é combustível, embora menos que outros compostos orgânicos típicos.